# Урбас (дюна)
Гора Урбас (лит. Urbo kalnas) — песчаный холм на Куршский косе, находится на территории посёлка Нида. Является геоморфологическим памятником природы. Холм имеет высоту 52 метра. C вершины дюны открывается отличный панорамный вид на Куршскую косу и Балтийское море. С 1874 года вершине холма расположен Нидский маяк, в 1944 году он был взорван отступающими немецкими войсками. В 1945 году маяк был восстановлен, и работает по сей день.

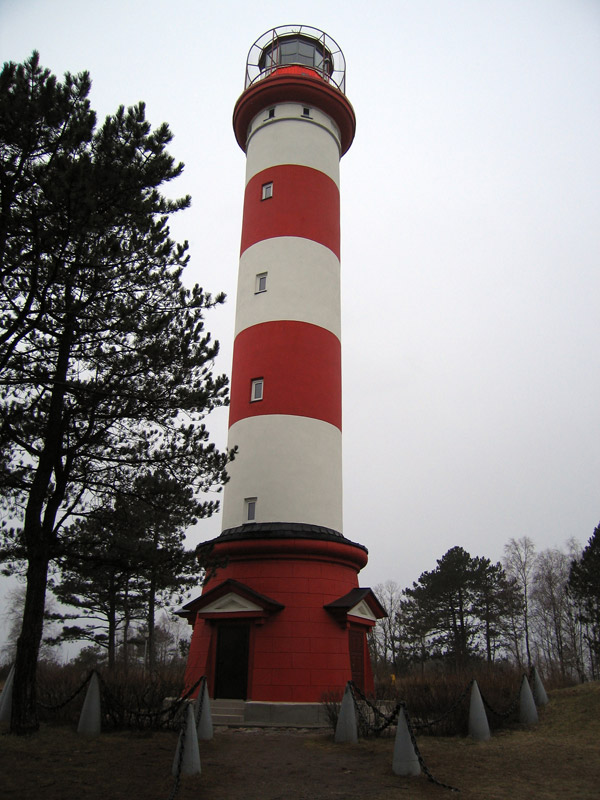
Нидский маяк